# Цветан Стършенов
Цветан Йоакимов (Якимов) Стършенов (изписване до 1945 година: Цвѣтанъ Йоакимовъ Стършеновъ) е български общественик, участник в църковната борба през Възраждането в Македония.

## Биография
Роден е в западномакедонския български град Кичево, тогава в Османската империя. Наследява бояджийницата на баща си Йоаким Стършенов. Учи при Иван Генадиев и е църковен певец. Заедно с баща си е сред водачите на българското църковно движение в Кичево. Влиза в новооснованата Кичевска българска община в 1875 година. Синът му Софрони е отровен от гърци и умира в навечерието на завършването си на Солунската гимназия. Най-малкият му син, също кръстен Софрони, става виден лесовъд.